# Stage of Consciousness
Stage of Consciousness è un DVD della band metal Vision Divine registrato il 16 aprile 2004 nel locale Transilvania Live a Reggio Emilia.

## Il disco
Olaf Thorsen, leader e chitarra solista della band, è sempre stato dichiaratamente contrario ai dvd live, ma in questo caso sono diversi i motivi che hanno spinto il gruppo a cambiare idea.
Prima di tutto, con Stream of Consciousness, loro terzo album, i Vision Divine hanno raggiunto una maturità oggettiva, abbandonando in parte le atmosfere dei primi due dischi e intraprendendo una vena più melodica, anche grazie alla voce di Michele Luppi, virtuoso cantante arrivato da poco e sostituto di un Fabio Lione che ha preferito la via dei Rhapsody of Fire.
Oltre a questo alcuni contatti con uno studio di produzione particolarmente "affezionato" al gruppo e al genere musicale proposto in Stream ha sicuramente contribuito ad allettatare Olaf Thorsen alla idea di creazione di un DVD live.
Lo spettacolo proposto ricalca fedelmente la scaletta di Stream Of Consciousness e ripropone live praticamente tutto l'album inserendo anche Shades (unica performance dal vivo di questa song) che risulta particolarmente riuscita.

## Tracce
1. Stream Of Unconsciousness
2. The Secret Of Life
3. Colours Of My World
4. In The Light
5. The Fallen Feather
6. La Vita Fugge
7. Versions Of The Same
8. Through The Eyes Of God
9. Shades
10. We Are, We Are Not
11. The Fall Of The Reason
12. Out Of The Maze
13. Identities
14. New Eden
15. Send Me An Angel
16. Pain
17. The Whisper
18. The Secret Of Life (versione Alternativa)
19. Photo Gallery
20. Interviste

## Formazione
- Michele Luppi - voce
- Olaf Thorsen - chitarra
- Oleg Smirnoff - tastiera
- Andrea "Tower" Torricini - basso
- Matteo Amoroso - batteria